# (33961) Macinleyneve
(33961) Macinleyneve ist ein im inneren Hauptgürtel gelegener Asteroid, der am 7. Juli 2000 an der Lincoln Laboratory Experimental Test Site (ETS) (IAU-Code 704) in Socorro, New Mexico im Rahmen des Projektes Lincoln Near Earth Asteroid Research (LINEAR) entdeckt wurde.
Der mittlere Durchmesser des Asteroiden wurde mit 2,539 km (±0,277) berechnet. Die Albedo lässt mit 0,467 (±0,118) auf eine dunkle Oberfläche schließen.
(33961) Macinleyneve gehört zur Polana-Familie (benannt nach (142) Polana), einer Untergruppe der Nysa-Gruppe (benannt nach (44) Nysa). Die Nysa-Gruppe wird auch Hertha-Familie genannt (nach (135) Hertha). Gemeinsam ist allen Mitgliedern der genannten Familien und Gruppen, dass die Umlaufbahnen um die Sonne in 2:1-Resonanz mit derjenigen des Planeten Mars stehen, deshalb auch über einen längeren Zeitraum stabil sind. Die zeitlosen (nichtoskulierenden) Bahnelemente von (33961) Macinleyneve sind fast identisch mit denjenigen von sechs kleineren Asteroiden, von denen der größte, wenn man von der absoluten Helligkeit ausgeht, (92723) 2000 QH96, ist.
(33961) Macinleyneve wurde am 29. Mai 2018 nach Macinley Neve Butson (* 2000) benannt, einer Schülerin der Illawara Grammar School, die sich in Mangerton befindet, einem Vorort von Wollongong, Australien, dafür, dass sie bei der Intel International Science and Engineering Fair 2017, einem voruniversitären Forschungswettbewerb, in der Kategorie Translational Medical Science den ersten Preis erhalten hatte. Ihr Projekt hatte den Titel SMART ARMOR - Improving Outcomes for Radiotherapy Breast Cancer Patients (INTELLIGENTE PANZERUNG –bessere Resultate für Brustkrebspatientinnen bei Bestrahlung).